# Kuwadžiró Horie
Kuwadžiró Horie (japonsky 堀江 鍬次郎, Horie Kuwadžiró; 1831–1866) byl japonský fotograf, jeden z prvních fotografů v Japonsku.

## Životopis
Horie studoval na rangaku v Nagasaki, což byla instituce pro vzdělávání evropského, zvláště nizozemského, typu. Nizozemský lékař J. L. C. Pompe van Meerdervoort ho zde učil chemii, která byla tehdy důležitým předpokladem pro zaobírání se fotografováním. V roce 1858 byl anglickou firmou Negretti and Zambra vyslán do Japonska švýcarský fotograf Pierre Rossier. Horie se stal jeho žákem, stejně jako Ueno Hikoma, první profesionální japonský fotograf. Je možné, že Horie doprovázel Rossiera na jeho cestě kolem Nagasaki, na níž Švýcar pořídil slavné snímky kněží, žebráků, diváků sumó, samurajů, nebo syna německého lékaře Philippa Franze von Siebolda, který v Japonsku dlouhodobě žil. Kolem roku 1860 Horie zakoupil vlastní fotoaparát, na bázi mokrého kolodiového procesu, a to s finanční podporou daimjóa Tódó Takajukiho. Fotografické vybavení přilákalo na Takajukiho dvůr i Uena Hikomu a oba otcové japonské fotografie tak začali spolupracovat.
V roce 1861 fotografoval Horie Uena při práci v laboratoři klanu Cu v Edu (nyní Tokio). V roce 1862 Ueno a Horie společně napsali učebnici s názvem Šamicu kjoku hikkei, první japonskou fotografickou příručku, která obsahovala překlad výňatků deseti nizozemských odborných vědeckých příruček. Knížka také obsahovala dodatek s názvem Sacueidžucu (Fotografická technika), ve kterém autoři popsali techniky kolodiového procesu, stejně tak i proces heliografie Nicéphora Niépceho založené na asfaltu.
Horiovým žákem byl Kuiči Učida, který se posléze stal prvním dvorním fotografem císaře Meidžiho.